# Monte Carlo (film din 1969)
Monte Carlo (în engleză Monte Carlo or Bust!) este un film de comedie din 1969, realizat ca o coproducție britanico-franco-italiană și cunoscut și sub titlul american, Those Daring Young Men in Their Jaunty Jalopies. Acțiunea filmului urmărește mai mulți concurenți la Raliul de la Monte Carlo – organizat pentru prima dată în 1911 – în anii 1920 și reconstituie atmosfera acelor ani. Film costisitor cu mai multe vedete (Paramount a investit 10 milioane de dolari), el redă povestea unui raliu auto epic care are loc prin mai multe țări din Europa și implică o mulțime de personaje excentrice din întreaga lume care nu vor precupeți niciun efort pentru a câștiga.
Filmul este o continuare a blockbusterului Acei oameni minunați în mașinile lor zburătoare (Those Magnificent Men in Their Flying Machines, 1965). Terry Thomas a apărut ca Sir Cuthbert Ware-Armitage, fiul la fel de ticălos al lui Sir Percy Ware-Armitage, pe care Thomas îl interpretase în filmul anterior. Au revenit, de asemenea, și alți actori care apăruseră în primul film, precum Gert Fröbe și Eric Sykes⁠(d). Filmul a fost regizat tot de Ken Annakin, după scenariul scris tot de Annakin și Jack Davies, iar muzica fost compusă tot de Ron Goodwin⁠(d). Melodia principală este cântată de Jimmy Durante⁠(d). Genericul animat a fost conceput de Ronald Searle⁠(d), care a realizat-o și pe cea a filmului anterior Acei oameni minunați în mașinile lor zburătoare al lui Annakin. Tony Curtis și Susan Hampshire au interpretat rolurile altor concurenți în acea cursă; Curtis a jucat și în comedia cu subiect similar The Great Race (1965), produsă de Warner Bros.
Filmul urma inițial să fie intitulat Rome or Bust. Compania distribuitoare americană Paramount Pictures l-a reintitulat Those Daring Young Men in Their Jaunty Jalopies pentru a-l lega de filmul lui Annakin din 1965; versiunea americană a avut o durată mai mică cu până la o jumătate de oră față de versiunea originală britanică.

## Distribuție
În ordine alfabetică
- Bourvil — domnul Dupont
- Lando Buzzanca — Marcelo Agosti
- Walter Chiari⁠(d) — Angelo Pincilli
- Peter Cook⁠(d) — maiorul Digby Dawlish
- Tony Curtis — Chester Schofield
- Mireille Darc — Marie-Claude
- Marie Dubois — Pascale
- Ulf Fransson — țăran francez (nemenționat)
- Gert Fröbe — Willi Schickel/Horst Muller
- Susan Hampshire⁠(d) — Betty
- Jack Hawkins — contele Levinovitch
- Nicoletta Machiavelli⁠(d) — Dominique
- Dudley Moore — locotenentul Kit Barrington
- Peer Schmidt⁠(d) — Otto Schwartz
- Eric Sykes⁠(d) — Perkins
- Terry-Thomas — Sir Cuthbert Ware-Armitage

și, de asemenea, cu
- Jacques Duby⁠(d) — polițist pe motocicletă
- Hattie Jacques⁠(d) — jurnalista
- Derren Nesbitt⁠(d) — Waleska
- Nicholas Phipps⁠(d) — jucătorul de golf
- William Rushton⁠(d) — funcționarul oficial al cursei John O'Groats
- Michael Trubshawe⁠(d) — funcționarul german de la raliu
- Richard Wattis⁠(d) — secretarul clubului de golf
- Walter Williams — funcționarul vamal german

## Producție

### Dezvoltare
Ken Annakin a avut un succes uriaș cu Acei oameni minunați în mașinile lor zburătoare. În septembrie 1965, el a anunțat că va face o continuare a acestui film, care urma să se desfășoare în prima perioadă a curselor de automobile. Titlul său de lucru era The Monte Carlo Rally and All That Jazz. Annakin a scris scenariul filmului, împreună cu Jack Davies, cu care colaborase la Acei oameni minunați în mașinile lor zburătoare. El a vrut să refolosească o parte din distribuția veche, inclusiv Terry Thomas, Gert Fröbe și Alberto Sordi, plus un american, posibil James Garner. Annakin a estimat că filmul ar costa sub 6 milioane de dolari.
În martie 1968, Annakin a anunțat că Tony Curtis va juca în film. Distribuția urma să-i includă, de asemenea, pe Terry Thomas, Gert Fröbe, Eric Sykes⁠(d), Walter Chiari⁠(d) și Alberto Sordi. Finanțarea a fost asigurată de Paramount, iar filmările urmau să se desfășoare pe parcursul a peste șase luni la Roma, Monte Carlo și în Alpii italieni și francezi. „Îmi place parfumul internațional al filmului”, a spus Annakin.

### Filmări
În afara filmărilor interioare desfășurate pe platourile Studiourilor Cinematografice Dino De Laurentiis din Roma (Lazio, Italia), au fost realizate filmări în perioada 31 martie-mai 1968 într-un număr mare de locații: Anglia, Paris, Franța, Monaco, Monte Carlo, Cascada Monte Gelato, râul Treja, Italia și Åre, Jämtlands län, Suedia. Majoritatea secvențelor din locurile exotice au fost filmate de la regizorii unității a II-a, în timp ce actorii principali au apărut în principal în secvențele din studio.
Annakin a avut dificultăți în a lucra cu idolul său american, Tony Curtis, și l-a considerat „rigid, egocentric și certăreț”. Curtis s-a bucurat, totuși, de timpul petrecut la Roma, una dintre principalele locații de filmare și a avut o relație sentimentală cu colega sa de film Susan Hampshire⁠(d).

## Recepție
Monte Carlo a fost primit favorabil de public și deopotrivă de critici. Comparându-l cu filmul anterior al lui Annakin, criticul ziarului The New York Times a remarcat: „...filmul este plin de viață și adesea hilar, în timp ce șoferii se țin unul după altul, iar mașinile vechi claxonează, se ciocnesc și se înclină pe două roți. Aproape că nu există niciun tur fără o ciocnire sau o harababură.”